# Георгиос Минадакис
Георгиос Минадакис или Ляпис (на гръцки: Γεώργιος Μηναδάκης- Λιάπης) е гръцки революционер, деец на Гръцката въоръжена пропаганда в Македония от началото на XX век.

## Биография
Георгиос Минадакис е роден в Амбелаки на остров Крит. Присъединява се към гръцката пропаганда и оглавява малка чета от 6 души в Македония. Действа в Западна Македония. Загива в местността Света Троица при Лехово заедно със седем четници на 8 юли 1906 година при сблъсък с османска част.